# Haus Weile

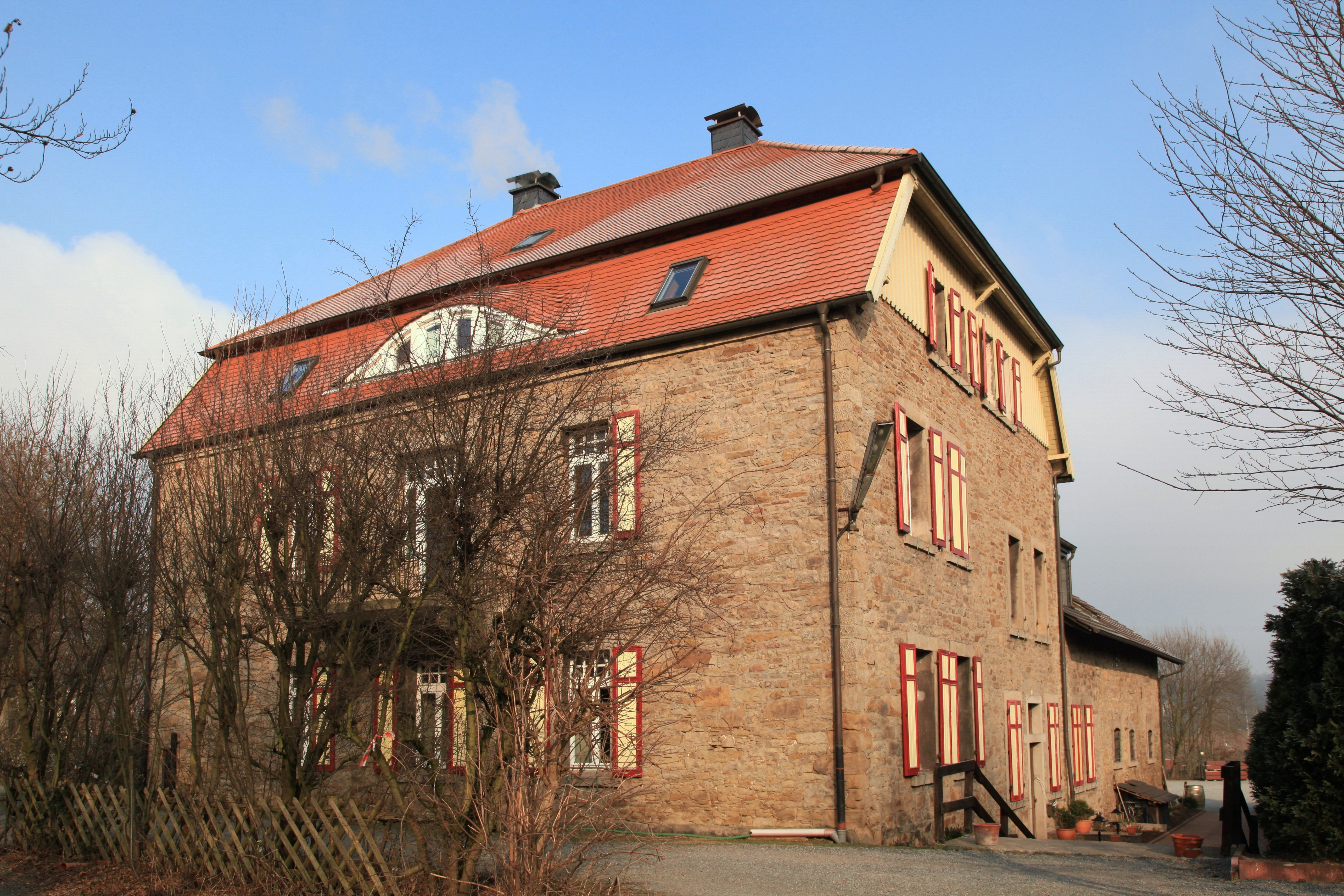
Haus Weile

Haus Weile, heute Landhaus Grum, war ein aristokratischer Adelssitz in Hattingen am nördlichen Ufer der Ruhr. Beim Haupthaus handelt es sich um ein zweigeschossiges Gebäude aus Bruchsteinen mit klassizistischen Stilmerkmalen und einem Krüppelwalmdach. Es wurde im 20. Jahrhundert neu erbaut.

## Geschichte
Eine erste urkundliche Erwähnung von Haus Weile fand 1298 statt. 
Im 17. Jahrhundert ist die Familie Bröckelmann Eigentümer der Gutsanlage Haus Weile. Johannes Bröckelmann (* 1634; † 1702) wird um 1680 als Eigentümer von Haus Weile genannt. Er hatte das ansehnliche Haus und Gut Weile vermutlich von seiner Mutter geerbt. Sein ältester Sohn Johann Caspar Bröckelmann (* 1665; † 1699) starb vor seinem Vater und seine Frau Margaretha Elisabeth Maercker (Märker) erbte nach dessen Tod Haus und Ländereien des Hofes Weile. In zweiter Ehe war Maercker mit Johann Heinrich Severin (* 1652; † 1721) verehelicht. Nach ihrem Tod 1766 vererbte die 95-jährige das Landgut mit allem Besitz an die Enkeltochter Dorothea Margaretha Basse (* 1745; † 1818), die 1770 Julius Philipp Heintzmann heiratete. So kam das Landgut durch Einheirat in den Besitz der Familie Heintzmann. Am 30. September 1778 wurde auf "Haus Weile" der Sohn Johann Heinrich, der spätere Direktor des Bergamtes Essen, geboren.
Nach dem Tod der Enkeltochter Basse/Heintzmann übernahm der jüngste Sohn August das Landgut. 1845 wurde das Gut öffentlich zum Verkauf angeboten... Die Frau Wittwe Gutsbesitzerin Heintzmann zu Weile beabsichtigt ihr Pächterhaus, 2 Stockwerke hoch und ihren Ruhrkahn öffentlich zu verkaufen.
Im 20. Jahrhundert gehörte das Anwesen der Henrichshütte beziehungsweise der Ruhrstahl AG. Das Unternehmen stellte in den 1960 ein Nebengebäude dem Angler-Sportverein Henrichshütte e. V. zur Verfügung. 1962 wurde der Bauernhof auch der Hattinger Ortsgruppe des DLRG zur Verfügung gestellt. Die Pachtverträge mit beiden Vereinen wurden 1997 gekündigt, als das Stahlwerk geschlossen wurde. Heute wird das Anwesen als Gastronomiezentrum genutzt. 2011 wurde es in die Route der Industriekultur aufgenommen.